# Різці

Зубний ряд людини з 4 різцями на кожній з щелеп

Різці́ (лат. dentes incisivi) — передні зуби плоскої форми у людини або тварини, які використовують для кусання їжі. З латинського incidere означає «різати». Різці є сильно розвиненими у гризунів, малими у хижих і відсутні на верхніх щелепах жуйних тварин. Бивні слонів є модифікованими верхніми різцями.